# Disney Magic Moments
Disney Magic Moments ist eine Rankingshow, die von Steven Gätjen von 2014 bis 2017 moderiert wurde. Die Sendung läuft auf dem deutschen Disney Channel und wurde von Warner Bros. ITVP Deutschland GmbH und Mirador Film GmbH in Zusammenarbeit mit The Walt Disney Company produziert, was die Inhalte für den Umfang der Sendung bereitstellt. Die Erstausstrahlung fand am 25. November 2014 statt. Es wurden 25 Folgen in vier Staffeln gesendet.

## Beschreibung
Für die Show wurde eine repräsentative Umfrage mit 2.100 Personen zwischen 10 und 50 Jahren in Deutschland durchgeführt, die ihre 15 magischsten Disney-Filmmomente wählten.
In verschiedenen Ausgaben präsentiert Steven Gätjen schließlich die Top 10 der jeweiligen Kategorie, während unterschiedlichste prominente Disney-Fans, darunter Til Schweiger, Roger Cicero, Hella von Sinnen und Beatrice Egli, die gezeigten Momente aus der Top 10 kommentieren und von ihren persönlichen „Disney Magic Moments“ erzählen. Außerdem wird die Show kurzzeitig unterbrochen und man blickt hinter die Kulissen von Disney im Allgemeinen sowie erzählt von zusätzlichen Hintergrund-Informationen zu den Disney-Filmen.

## Disney Magic Moments – Die große Quizshow
Seit dem 4. Februar 2019 läuft der Ableger Disney Magic Moments – Die große Quizshow. Moderator Steven Gätjen begrüßt im Studio pro Folge drei Disney-Fans, die sich der Herausforderung stellen, 16 Fragen zu 16 verschiedenen Disney-Filmen zu beantworten. Dem Gewinner der Show winkt ein Preisgeld in Höhe von bis zu 15.000 Euro. Vier Ausgaben der Show wurden Anfang November 2018 in Köln aufgezeichnet.

## Staffeln

### 1. Staffel
- 1.01 Die beliebtesten Songs, Erstausstrahlung am 25. November 2014
- 1.02 Die beliebtesten Helden, Erstausstrahlung am 2. Dezember 2014
- 1.03 Die fiesesten Bösewichte, Erstausstrahlung am 9. Dezember 2014
- 1.04 Die lustigsten Sidekicks, Erstausstrahlung am 16. Dezember 2014
- 1.05 Die schönsten Lovestories, Erstausstrahlung am 23. Dezember 2014
- 1.06 Die besten Freunde, Erstausstrahlung am 30. Dezember 2014[6]

### 2. Staffel
- 2.01 Die berührendsten Love-Songs, Erstausstrahlung am 24. November 2015
- 2.02 Die witzigsten Tiere, Erstausstrahlung am 1. Dezember 2015
- 2.03 Die mutigsten Heldinnen, Erstausstrahlung am 8. Dezember 2015
- 2.04 Die größten Happy Ends, Erstausstrahlung am 15. Dezember 2015
- 2.05 Die beliebtesten Realfilme, Erstausstrahlung am 22. Dezember 2015
- 2.06 Die größten Bösewichte-Songs, Erstausstrahlung am 29. Dezember 2015[6]

### 3. Staffel
- 3.01 Die besten Gute-Laune-Songs, Erstausstrahlung am 14. November 2016
- 3.02 Die beliebtesten Pixarfilme, Erstausstrahlung am 21. November 2016
- 3.03 Die dramatischsten Duelle Gut gegen Böse, Erstausstrahlung am 28. November 2016
- 3.04 Die fantasievollsten Welten, Erstausstrahlung am 5. Dezember 2016
- 3.05 Die bewegendsten Momente, Erstausstrahlung am 12. Dezember 2016
- 3.06 Die schönsten Weihnachtsfilme, Erstausstrahlung am 19. Dezember 2016
- 3.07 Die beliebtesten Schauspieler, Erstausstrahlung am 2. Januar 2017[7]

### 4. Staffel
- 4.01 Die besten Songs der Helden, Erstausstrahlung am 13. November 2017
- 4.02 Die besten Umsetzungen literarischer Vorlagen, Erstausstrahlung am 20. November 2017
- 4.03 Die witzigsten Live-Action-Komödien, Erstausstrahlung am 27. November 2017
- 4.04 Die beliebtesten Prinzen, Erstausstrahlung am 4. Dezember 2017
- 4.05 Die witzigsten Momente in Animationsfilmen, Erstausstrahlung am 11. Dezember 2017
- 4.06 Die besten Songs der Popstars, Erstausstrahlung am 18. Dezember 2017[8]